# Masque Pullo Yana

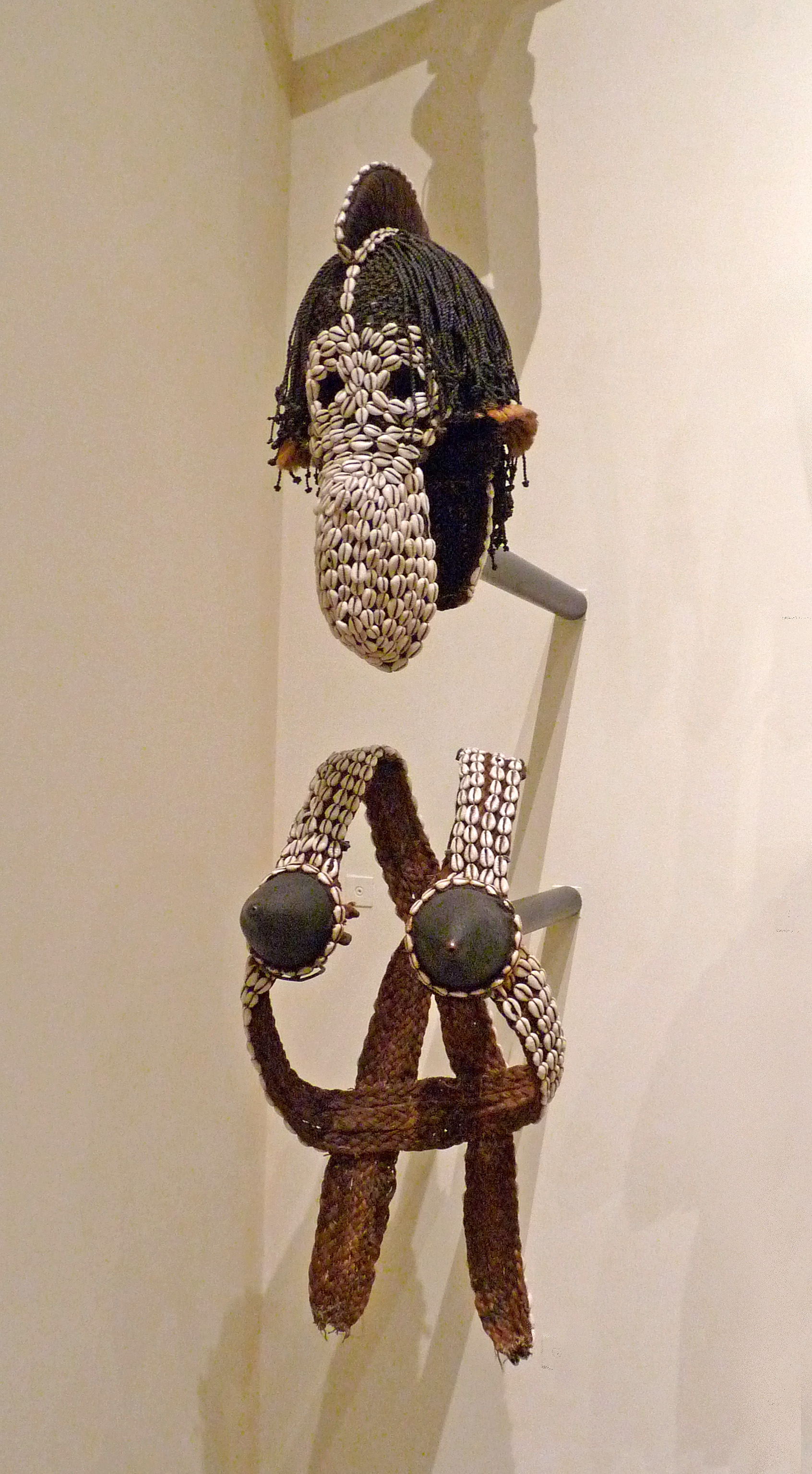

Le masque Pullo Yana, la femme peule, est un masque facial du peuple dogon (Mali), utilisé traditionnellement par les membres de la société Awa, en particulier lors des cérémonies du culte des morts du dama (cérémonies du levée de deuil). 

## Symbolique
Le masque, ornementé de cauris ainsi que son extension au niveau du torse formant une poitrine féminine, représente une femme peule.

## Utilisation
Les peuls, en particulier les femmes, ont l'image d'être paresseux chez les dogons. C'est pourquoi le danseur qui porte le masque Pullo Yana se laisse fréquemment tomber à terre et demande de l'aide pour se relever, faisant mine d'être malade ou fatigué.

## Photographies

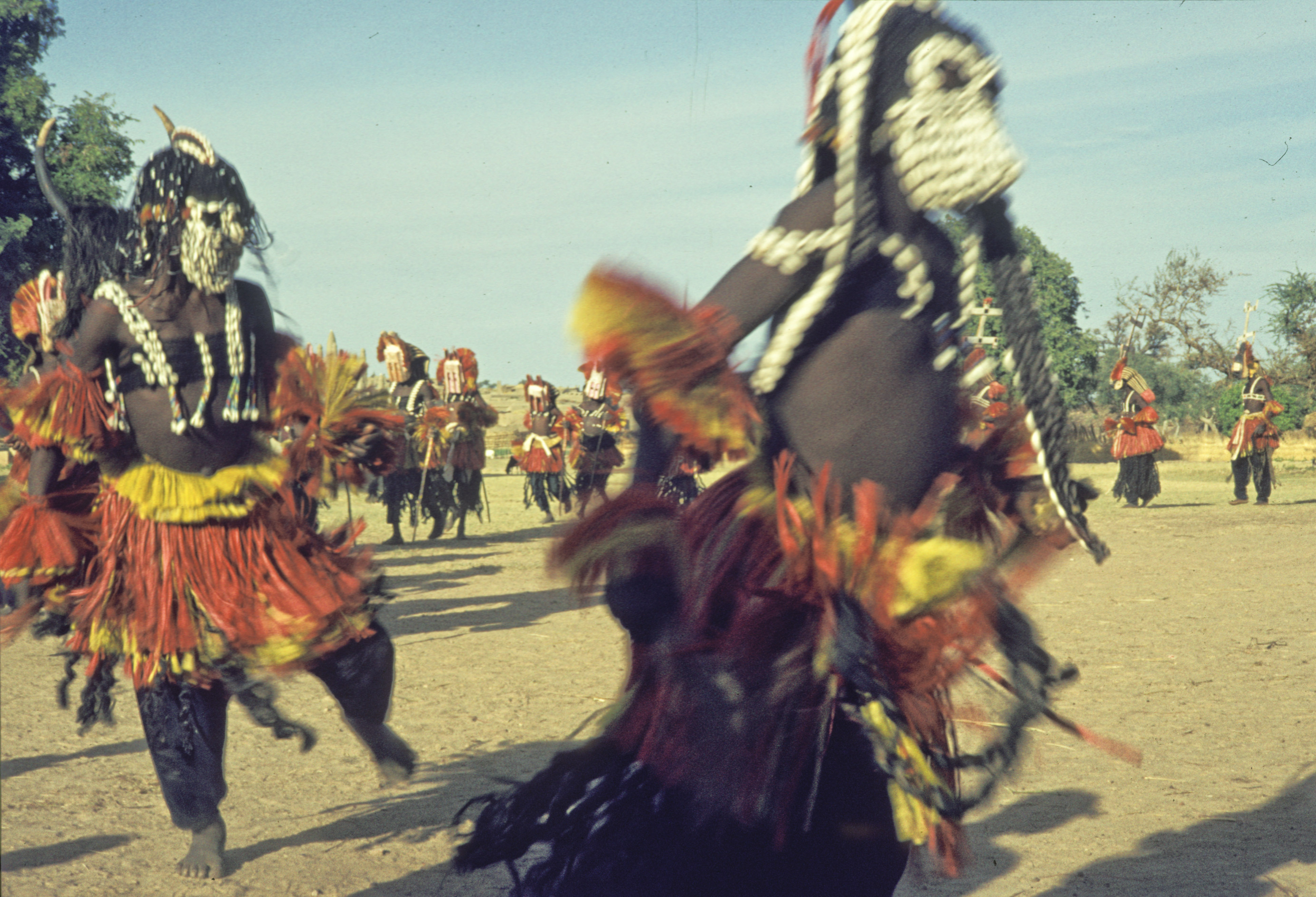
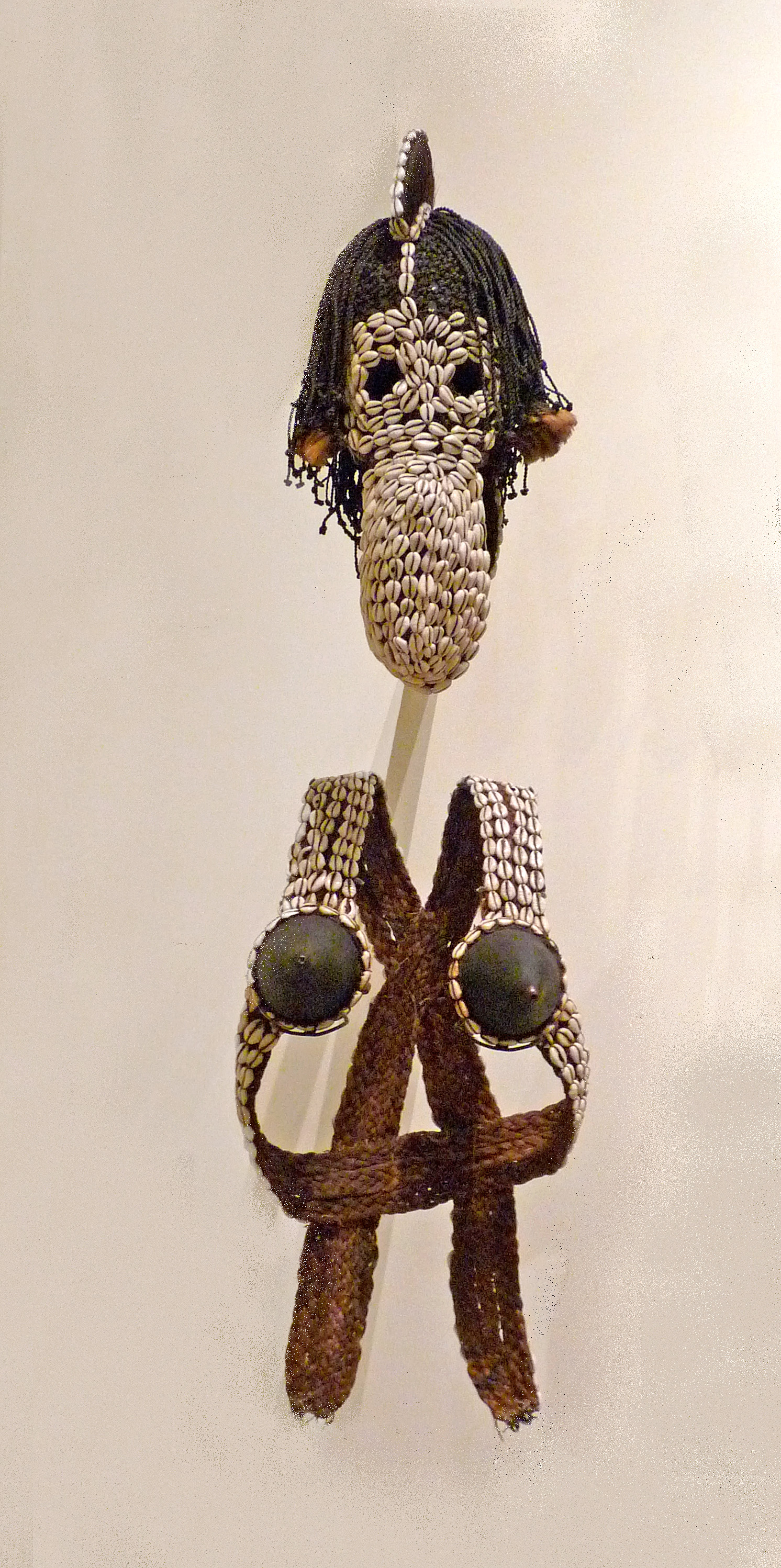
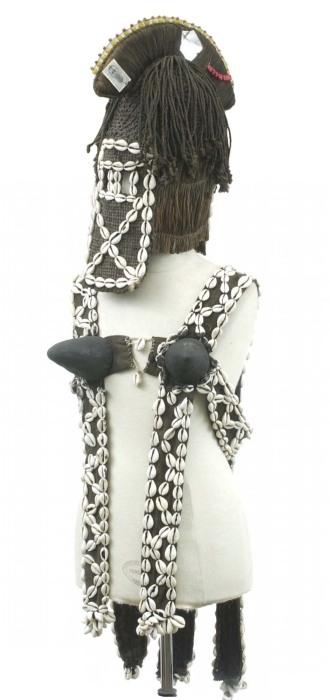
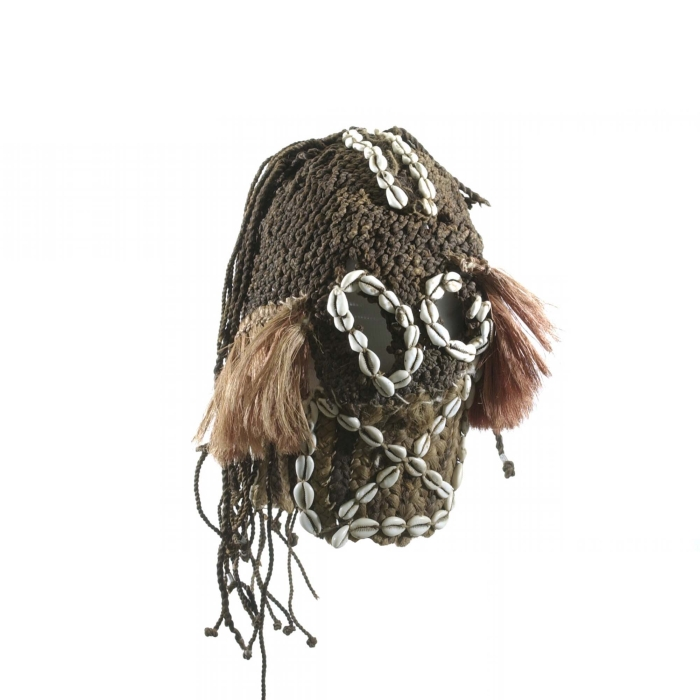